# Town charter
Een city charter of town charter (algemeen ook municipal charter genoemd) is in Engeland een wettig document waarin een gemeente als city of town wordt erkend. Dit gebruik van een charter is in de middeleeuwen ontwikkeld.